# 一路惊喜
《一路惊喜》（英語：Crazy New Year's Eve）中国大陆爱情喜剧片，导演和编剧是金依萌，主演郭采洁、萧敬腾、赵丽颖、凤小岳、夏雨、梅婷、张译、大鹏。

## 剧情
该片由6个小故事组成，讲述除夕夜回家团圆的不同族群的人的故事。嘉怡（郭采洁饰）与维利是（凤小岳饰）一对恨嫁的情侣；退役体操皇后李娜娜（赵丽颖饰）和大明星萧敬明（萧敬腾饰）则要在除夕迎来自己的孩子；夫仔（蒋劲夫饰）与朋友相约三亚跨年之，但深陷两个女性（张辛苑和阚清子）的爱慕中……他们都处于人生路上冲突最激烈的时刻，所有人都面临着困难，却怀对团圆的期许。除夕夜的旅行，将带给他们无数的惊喜。

## 演出
| 演员   | 角色   | 备注                             |
| 郭采洁 | 嘉怡   | 維利的女友                       |
| 鳳小岳 | 維利   | 嘉怡的男友                       |
| 張译   | 猴子   | 孝順奶奶的嫌犯                   |
| 林家棟 | 张家伦 | 阿倫，香港警察                   |
| 夏雨   | 钟伟   | 內地警察                         |
| 蕭敬騰 | 蕭敬明 | 大明星                           |
| 趙麗穎 | 李娜娜 | 退役體操皇后                     |
| 大鹏   | 沈大寶 | 火車上窮過的土豪                 |
| 乔杉   | 吴亮   | 沈大宝的助理                     |
| 梅婷   | 张薇薇 | 列车长，警察钟伟的妻子           |
| 蓝燕   |        | 张家伦未婚妻                     |
| 蔣勁夫 | 夫仔   | 富二代，一同到三亞遊玩的帥哥     |
| 孫藝洲 | 小趙   | 跟大宝坐一起的四川农民工         |
| 闞清子 | 李安琪 | 和夫仔一同到三亞遊玩的小傲驕美女 |
| 张辛苑 | 沈晓欧 | 和夫仔一同到三亞遊玩的美女       |

## 制作
金依萌一共花费3年来创作和修改剧本。
该片拍摄于北京市、上海市、黑龙江省哈尔滨市、海南省三亚市、陕西省西安市、香港等地方。

## 曲目
- 主题曲：凤凰传奇《一路惊喜》[4]
- 插曲：到處都是愛《一路驚喜》